# Marion County, Missouri
Marion County är ett administrativt område i delstaten Missouri, USA, med 28 781 invånare. Den administrativa huvudorten (county seat) är Palmyra.

## Geografi
Enligt United States Census Bureau har countyt en total area på 1 150 km². 1 135 km² av den arean är land och 15 km² är vatten.

### Angränsande countyn
- Lewis County - norr
- Adams County, Illinois - nordost
- Pike County, Illinois - sydost
- Ralls County - söder
- Monroe County - sydväst
- Shelby County - väst